# Graziano Pellè
Graziano Pellè, född 15 juli 1985, är en italiensk före detta fotbollsspelare som spelade som anfallare.

## Karriär
Pellè började sin karriär i Serie A-klubben Lecce, och lånades sen ut till tre nedre divisioner, innan han flyttade till den nederländska klubben AZ Alkmaar 2007. Han vann Eredivisie-titeln i hans andra säsong av fyra i klubben. Efter att ha spelat i Italien under en kort tid med Parma och Sampdoria återvände han till den nederländska ligan i Feyenoord. Efter att ha gjort 27 mål efter en säsong i Feyenoord, gick han till Southampton för 8 miljoner pund, i juli 2014. 
I juli 2016, efter två säsonger i Premier League, gick Pellè till den kinesiska klubben Shandong Luneg för 12 miljoner pund. Den 5 februari 2021 återvände Pellè till Parma, där han skrev på ett halvårskontrakt.